# (237277) Nevaruth
(237277) Nevaruth est un astéroïde de la ceinture principale.

## Description
(237277) Nevaruth est un astéroïde de la ceinture principale. Il fut découvert le 5 décembre 2008 à Tooele par Patrick Wiggins. Il présente une orbite caractérisée par un demi-grand axe de 3,04 UA, une excentricité de 0,17 et une inclinaison de 1,7° par rapport à l'écliptique.

## Compléments